# Mercury Browser
Mercury Browser — це безкоштовний мобільний браузер для Android, розроблений компанією iLegendSoft. Mercury Browser використовує механізм Webkit. Раніше він був доступний для iOS, але у 2017 році його було видалено з App Store.

## Особливості
Mercury Browser підтримує перегляд із вкладками, коли користувачі можуть відкривати та перемикатися між веб-сторінками за допомогою кількох вкладок у верхній частині дисплея або мініатюри внизу. Браузер також підтримує понад десять жестів для десяти функцій, синхронізацію браузера, що дозволяє користувачеві синхронізувати закладки Mozilla Firefox або Google Chrome на робочому столі на різних пристроях, приватний режим, який зупиняє браузер від запису історії пошуку користувача та файлів cookie, вбудоване блокування реклами, нічний режим, який затемнює екран, і перегляд для читання.
Adobe Flash підтримується лише у версії браузера Android.